# Ben Weaver
Pour les articles homonymes, voir Weaver.
Ben Weaver est un chanteur folk/blues, né en 1980, très influencé par Tom Waits ou Bob Dylan.

## Discographie
- 1999 : El Camino Blues
- 2002 : Hollerin' at a Woodpecker
- 2003 : Living in the Ground
- 2004 : Stories Under Nails
- 2007 : Paper Sky
- 2008 : The Ax and the Oak
- 2010 : Mirepoix and Smoke